# 徳永駅
徳永駅（とくながえき）は、岐阜県郡上市大和町徳永にある、長良川鉄道越美南線の駅である。駅番号は28。

## 歴史
- 1955年（昭和30年）3月1日：国鉄越美南線の駅として新設[1]。気動車の旅客のみ取扱う無人駅[2]。
- 1986年（昭和61年）12月11日：越美南線が長良川鉄道へ転換、同社の駅となる[1]。

## 駅構造
単式ホーム1面1線を有する地上駅。

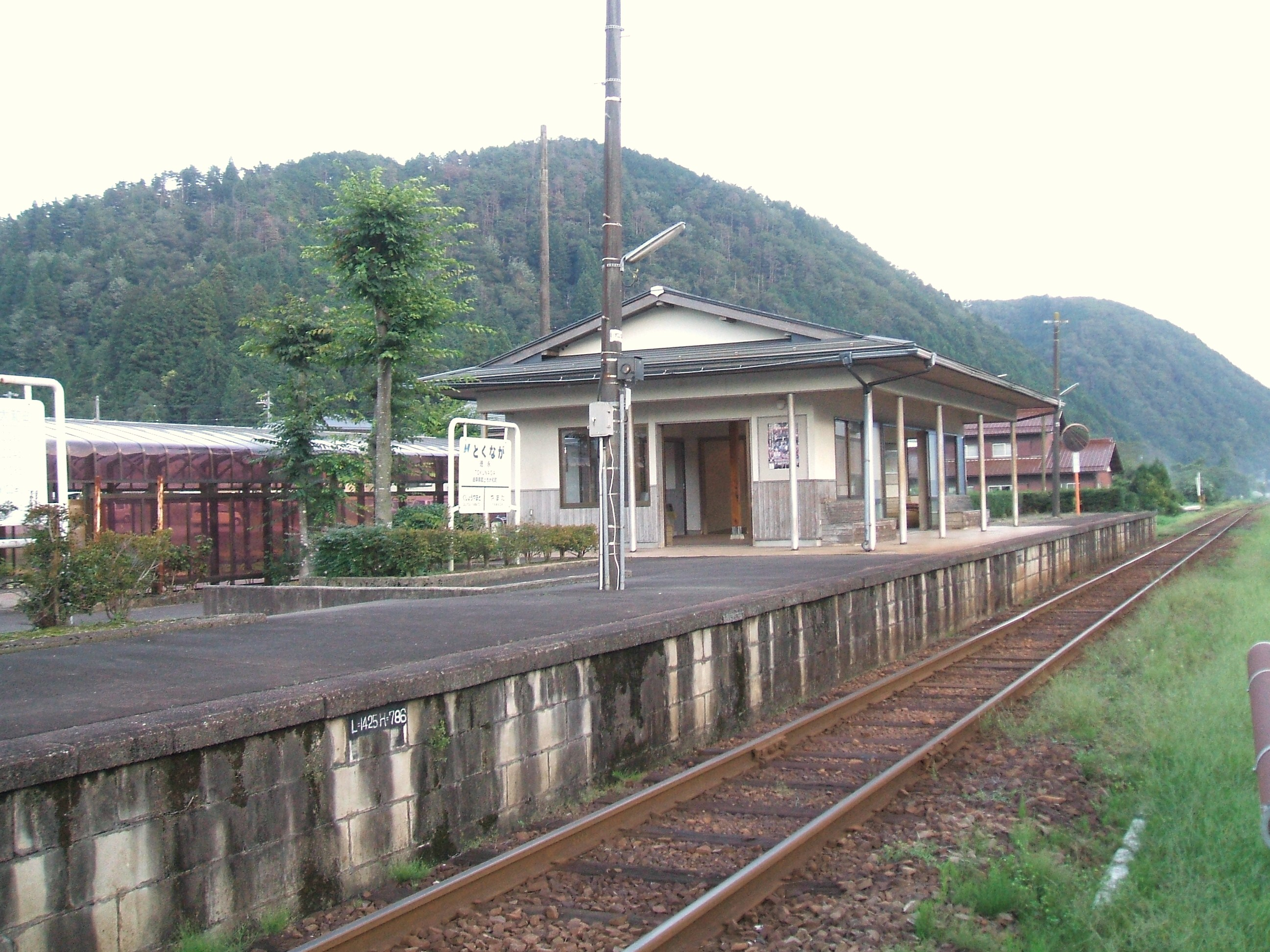
ホーム（2009年10月）

無人駅。駐輪場はあるが駐車場は無い。水洗式トイレと自動販売機が設置されている。

## 利用状況
| 年度               | 1日平均乗車人員 |
| ------------------ | --------------- |
| 2011年（平成23年） | 18              |
| 2012年（平成24年） | 34              |
| 2013年（平成25年） | 19              |
| 2014年（平成26年） | 17              |
| 2015年（平成27年） | 30              |

## 駅周辺
当駅は国道156号徳永交差点から、岐阜県道61号大和美並線を100m程西へ進んだ所に所在する。そこから更に200m程西へ進むと長良川に至る。駅西側には、やまと総合センター（運動施設）や商業施設があり、郡上随一の商業集積地区として賑わいをみせている。
- 郡上市役所大和庁舎
- 大和郵便局
- 大和生涯学習センター
- 奥長良ウインドパーク
- JAめぐみの大和南支店
- 郡上市立大和南小学校
- 岐阜県道52号白鳥板取線
- 岐阜県道318号寒水徳永線
- 東海北陸自動車道
- 栗巣川
- 明建神社
- 古今伝授の里フィールドミュージアム
- 白鳥交通「郡上徳永」停留所

## 隣の駅
長良川鉄道
■越美南線
山田駅（27） - 徳永駅（28） - 郡上大和駅（29）